# アレクサンダー・デ・クロー
アレクサンダー・デ・クロー（フランス語: Alexander De Croo、1975年11月3日 - ）は、ベルギーの実業家、政治家。同国第71代首相（在任：2020年10月1日 - 2025年2月3日）。姓の"De Croo"は、デクローの他にフランス語式にド・クローやドゥ＝クローとも表記される。

## 概説
1975年11月3日にフラームス＝ブラバント州のヴィルヴォールデで誕生し、ブリュッセル自由大学でビジネスエンジニアリングを学んだ後、ノースウェスタン大学でMBAを取得した。ボストン・コンサルティング・グループに勤務した後、2006年にダーツ・イップ社を設立した。デ・クローは、ベルギーの政党であるフラームス自由民主に参加し、2009年から2012年まで同党の党首を務めた。2012年から2020年までベルギーの副首相として、エリオ・ディルポ、シャルル・ミシェル、ソフィー・ウィルメスの各政権で活躍した。
副首相在任中、2012年から2014年まで年金大臣、2014年から2020年までは開発協力大臣、2018年から2020年までは財務大臣を務めた。2019年の連邦選挙から1年以上経過した2020年10月1日にウィルメスの少数派政権に代わってデ・クロー政権が成立し、デ・クローが首相に就任した。

## 初期の人生とキャリア
1975年11月3日にベルギーのフラームス＝ブラバント州ヴィルヴォールデで、政治家で国務大臣のヘルマン・デ・クローとその妻のフランソワーズ・デスガンの間に誕生した。1993年にブリュッセル自由大学に入学し、1998年にビジネスエンジニアリングを専攻して卒業した。2002年にアメリカ合衆国のイリノイ州エバンストンのノースウェスタン大学に入学し、2004年にケロッグ経営大学院でMBAを取得した。政治家になる前の1999年には、ボストン・コンサルティング・グループでプロジェクトリーダーを務めた。2006年には知的財産権の専門家へのサービス提供を専門とするDarts-ipという新会社を設立した。

## 政治キャリア
2009年に政治に初めて参加し、デ・クローは2009年欧州議会議員選挙で47,000票以上を獲得した。10月26日にデ・クローはフラームス自由民主の党首候補となり、暫定党首であるヒー・フェルホフスタットの後継者となった。ヴァンサン・ヴァン・クイッケンボルネとパトリシア・セイセンスを候補者に選び、マリノ・クーレンとグウェンドリン・ルッテンに対抗した。12月12日に行われた第2回投票では11,676票を獲得し、クーレンの9,614票を上回り党首に選出された。政治家としての経験がほとんど無い彼の当選は注目された。彼の父親が政治家であったため、政治家で無い人々はこれを縁故主義と呼んだ。

### 政治的危機
党首に選出されてから5ヶ月後、デ・クローはブリュッセル＝ハレ＝ヴィルヴォールデの投票問題における憲法上の論争に解決が見られない場合、フラームス自由民主を連立政権から離脱させると脅した。期限が過ぎた後同党は政権から離脱し、当時のイヴ・ルテルム首相は政府の辞任を発表し、2010年4月26日、国王アルベール2世がこれを受け入れた。2010年の上院議員選挙で、デ・クローはオランダ語圏の選挙区で3番目に多い30万1000票以上を獲得し、2012年10月22日まで上院議員を務めた。

## 内閣でのキャリア

### ディルポ内閣
2012年10月22日にディルポ政権において、ヴァンサン・ヴァン・クイッケンボルネがコルトレイク市長に就任するため辞任した後、デ・クローはクィッケンボルネの後任として副首相兼年金大臣に就任した。12月には、グウェンドリン・ルッテンがフラームス自由民主の新議長に選出された。

### ミシェル内閣
2014年のベルギー連邦選挙とその連邦政府成立後、新たに成立したミシェル政権で副首相に留まることが決定した。デ・クローは開発協力・デジタルアジェンダ・電気通信・郵政大臣となり、ダニエル・バクレーヌが後任として年金担当大臣となった。この政権は2014年10月11日に発足した。
デ・クローの任期中、ベルギーは2015年からブルンジで暴力的なデモが始まった後、ブルンジへの政府開発援助を停止した最初の国となった。2017年、デ・クローはアフリカ睡眠病の撲滅のために2025年まで2500万ユーロの支援を確約した。アメリカのトランプ大統領による「メキシコシティ政策」の再導入に反発した「She Decides」運動の創設者の一人でもある。
国際連合の「移民のためのグローバル・コンパクト」を巡って政権内で意見が対立し、新フラームス同盟が連立政権から離脱したため、2018年12月9日に政権は「ミシェルII」と呼ばれる少数派政権となった。デ・クローはヨハン・ファン・オーフェルトフェルトの後任として財務大臣に就任した。
2018年12月に南アフリカ共和国のヨハネスブルグで開催された「Global Citizen Festival Mandela 100」のコンサートで、デ・クローはステージに立った。これは、7億8,000万ユーロのコミットメントを集めた女性の権利のための国際キャンペーン「#SheIsEqual」の最終イベントだった。

### ウィルメス内閣
ソフィー・ウィルメス首相の臨時政権下では、新型コロナウイルスに対処するための金融刺激策や、2020年にブリュッセル航空を救うための契約を監督した。エフベルト・ラハールトと共にフラームス自由民主共同副党首に選出された。

## 首相
2020年9月23日にデ・クローとポール・マニェット（社会党）は国王から任命され、連立政権を樹立した。2020年9月30日にデ・クローがウィルメスの後を継いでベルギー首相に就任することが発表された。デ・クロー政権はこれまでのベルギー政権に比べて女性閣僚の割合が高く、閣僚の半数が女性である。
2024年6月9日に執行されたベルギー総選挙と地方選挙、欧州議会議員選挙でフラームス自由民主は新フラームス同盟や極右政党フラームス・ベランフに惨敗し、翌10日に首相を辞任すると表明した。
2024年9月にベルギーを訪問した教皇フランシスコに対する歓迎演説の中で、デ・クルーは国王フィリップと共にバチカンがベルギーの聖職者への性的虐待を隠蔽し、尚且つバチカンはLGBTQへの配慮がないと痛烈に批判。フランシスコは帰途の飛行機で中絶は殺人と発言。発言を聞いたデ・クルーはフランコ・コッポラ駐ベルギーバチカン大使を召喚し、教皇の発言は極めて不適切と抗議した。
2025年2月3日にようやく新フラームス同盟党首のバルト・デウェーフェルを首班とする新政権が発足し、デ・クローは首相職を退任。

## ギャラリー
- インドのラヴィ・シャンカール・プラサード電子・情報技術相と（2017年2月7日）
- オランダのシフリット・カーフ（英語版）外国貿易・開発協力大臣との会見（2018年9月12日）
- アメリカ大統領（当時）のジョー・バイデン（中央）、国王フィリップ（右）と（2021年6月15日）
- スペインのペドロ・サンチェス首相と（2021年10月18日）
- スコットランド首相のニコラ・スタージョンと（2021年11月2日）

## 政策
ベルギーの大多数の党首と同様に、デ・クローは国王の政治的権力をより制限することに賛成している。国王の権力は他の西ヨーロッパの君主と同様に儀式的なものであるべきだと考えている。

## 私生活
アニク・ペンダースと結婚し、2人の子供がいる。馬術に熱心で、毎年父親と一緒にイベントに参加しているが、2010年に落馬して足と肘を骨折した。母親の母国語であるフランス語に堪能である。

## その他

### 欧州連合（EU）の組織
- 欧州投資銀行 (EIB), 総務委員（2018）[38]
- 欧州安定メカニズム, 総務委員（2018）[39]

### 国際機関
- アフリカ開発銀行 (AfDB), 総務委員[40]
- アジア開発銀行 (ADB), 総務委員[41]
- 欧州復興開発銀行 (EBRD), 総務委員（2018）[42]

### 非営利団体
- 世界経済フォーラム (WEF), 欧州政策グループ（2018）[43]